# Buduo
Buduo (kinesiska: 布多, 布多乡) är en socken i Kina. Den ligger i den autonoma regionen Tibet, i den sydvästra delen av landet, omkring 640 kilometer väster om regionhuvudstaden Lhasa. Antalet invånare är 630. Befolkningen består av 300 kvinnor och 330 män. Barn under 15 år utgör 34 %, vuxna 15-64 år 61 %, och äldre över 65 år 4,0 %.
Genomsnittlig årsnederbörd är 610 millimeter. Den regnigaste månaden är juli, med i genomsnitt 171 mm nederbörd, och den torraste är november, med 3 mm nederbörd.